# جامپ بلوز
جامپ بلوز (انگلیسی: Jump blues) زیرسبکی از موسیقی بلوز با تمپوی سریع و سرزنده است که بیشتر در گروه‌های کوچک و با سازهای بادی برنجی و ساکسوفون نواخته می‌شود.
جامپ بلوز در آمریکای دهه ۱۹۴۰ محبوب بود و نویدبخش سبکهای ریتم اند بلوز و راک اند رول شد.